# خوان آیرا
خوان آیرا (اسپانیایی: Juan Ayra‎; ۲۳ ژوئن ۱۹۱۱ – ۲۶ اکتبر ۲۰۰۸) بازیکن فوتبال اهل کوبا بود.
وی همچنین در تیم ملی فوتبال کوبا بازی کرده‌است.